# Match des Étoiles de la Ligue majeure de baseball 1988
Le match des Étoiles de la Ligue majeure de baseball 1988 (1988 MLB All-Star Game) est la 59e édition de cette opposition entre les meilleurs joueurs de la Ligue américaine et de la Ligue nationale, les deux composantes de la MLB.
L'événement s'est tenu le 12 juillet 1988 au Riverfront Stadium, antre des Reds de Cincinnati.

## Home Run Derby
Annulé en raison de la pluie.